# 小良镇
小良镇，是中华人民共和国广东省茂名市电白区下辖的一个乡镇级行政单位。

## 行政区划
小良镇下辖以下地区：
小良社区、秦村、岭圩村、排岭村、小良村、马岚村、陂头村、覃社村、南塘村、北庄村、学堂村、龙山村、那庄村、南华村和白沙村。